# Naturschutzgebiet Süggel
Das Naturschutzgebiet Süggel ist ein ausgedehntes Waldgebiet im Dortmunder Norden. Es liegt auf Dortmunder Gebiet nördlich der Stadtteile Eving und Kemminghausen und grenzt im Norden an Brechten. Es umfasst 69,6 Hektar. Das Naturschutzgebiet „Süggel“ wurde am 30. November 1990 im Landschaftsplan Dortmund-Nord und auch in der ersten Änderung zum Landschaftsplan Dortmund-Nord am 2. September 2005 festgesetzt. Das Naturschutzgebiet erstreckt sich östlich der Bundesstraße 54. Westlich der Bundesstraße befindet sich das Naturschutzgebiet Grävingholz.

## Beschreibung
Geschichtlich hat sich das Waldgebiet unmittelbar nach der letzten Eiszeit gebildet und ist seitdem als zusammenhängendes Waldgebiet erhalten. Im Mittelalter diente der Wald den Herren der Grafschaft Dortmund als Jagdrevier. Heute dominiert im Naturschutzgebiet Süggel ein alter Baumbestand, der dominierende Baum ist die Buche, aber auch Hainbuchen, Bergahorn, Eichen und Eschen wachsen vereinzelt in diesem Wald. Streckenweise ist der Wald unterwachsen mit Stechpalme. Vor allem die alten Bäume bieten Bunt- und Grünspecht Nist- und Brutstätten, aber auch Habicht und Hohltaube finden hier einen Lebensraum. In einem Damwild-Gehege können sich etwa ein Dutzend erwachsene Tiere sowie eine Anzahl Jungtiere fast wie in freier Wildbahn bewegen.
Das Naturschutzgebiet ist als Quellgebiet durchzogen von kleinen Quellbächen. Diese bilden versumpfte Feuchtbiotope. Hier wachsen Winkelsegge, Frauenfarn und Rasen-Schmiele. Diese Feuchtbiotope bieten Berg- und Kammmolch, Erdkröte sowie Gras- und Teichfrosch Lebensraum. 
Einer der Quellbäche ist der Süggelbach, welcher auf seinem 7,9 km langen Verlauf in nördlicher Richtung weitere Rinnsale aufnimmt und in Lünen, wenige Meter vor Erreichen der Lippe, in die Seseke mündet.
Ein vorhandenes Wegenetz lädt zum Wandern und Radfahren ein. Probleme bereiten hier jedoch der intensive Besucherandrang und die oft freilaufenden Hunde.

## Schutzziele
Wichtigstes Schutzziel ist der Erhalt dieser großflächigen, naturnahen Buchenwälder, mit den eingelagerten Kleingewässern, als Teil eines Biotopverbundes im Dortmunder Norden.